# Sun Li-jen
Sun Li-jen, född 8 december 1900 i Lujiang, Anhui, död 19 november 1990 i Taichung, Taiwan, var en nationalistisk kinesisk general som är mest känd för sina insatser under det andra kinesisk-japanska kriget och det kinesiska inbördeskriget. Han är även känd som "Österns Rommel". Han är också känd under namnen Chung-neng Sun (孫仲能, Sūn Zhòngnéng) och Fu-min Sun (孫撫民, Sūn Fǔmín).
Han påbörjade sin utbildning till civilingenjör vid Tsinghuauniversitetet 1920, men då han fick medel från Boxarskadeståndets stipendieprogram 1923 fortsatte han sina studier vid Purdue University, där han tog examen följande år. Eftersom Kina plågades av splittring och inbördeskrig vid denna tid valde Sun att fortsätta sina studier vid Virginia Military Institute. Han tog examen där 1927 och efter återkomsten till Kina gick han med i Nationella revolutionära armén och deltog i Chiang Kai-sheks fälttåg mot de kinesiska krigsherrarna och kommunisterna.
Vid det andra kinesisk-japanska krigets utbrott hade han avancerat till överste och han ledde sina trupper i slaget om Shanghai 1937, där han sårades av granatsplitter. År 1938 blev han utnämnd till generalmajor och fick ansvar för den "nya 38:e divisionen" som var förlagd i Duyun i Guizhou-provinsen.
År 1941 överfördes han till Burmafronten under general Du Yumings befäl och fick ansvar för att försvara den så kallade Burmavägen. Suns styrkor kom till britternas undsättning i slaget om Yenangyaung, där han vann generallöjtnant William Slim uppskattning. Sedan Suns trupper tvingats reträttera in i Brittiska Indien ställdes han under generallöjtnant Joseph Stilwells befäl.
Efter krigsslutet 1945 deltog Sun i det kinesiska inbördeskriget och försvarade bland annat Manchuriet mot Folkets befrielsearmé. Efter nationalisternas nederlag i inbördeskriget följde han Chiang Kai-shek till Taiwan och blev utnämnd till överbefälhavare 1950. På grund av sin stora popularitet ådrog han sig Chiang Kai-sheks misstänksamhet och tvingades i husarrest 1955 och släpptes inte fri förrän 1988, två år före sin död.